# Terremoto de Arsacavana de 363
O sismo de Arsacavana ocorreu por volta de 363 e afetou as cidades de Arsacavana e Salate (moderna Sissiã). O historiador Josef Markwart (século XX) teorizou que este sismo é o mesmo que afetou Nicomédia (atual İzmite) em 358, mas esta identificação não é confirmada por fontes primárias. O evento foi descrito na hagiografia Vida de São Narses (século VIII), segundo a qual, Arsacavana, que havia sido fundada por Ársaces II (r. 350–368), foi totalmente destruída. Alega-se que  seus habitantes foram esmagados por pedras e não restou nada além de detritos e madeira. Outras fontes aludem ao fim da cidade, sem mencionar o sismo. Algumas delas, por exemplo, atribuem a destruição a uma praga.
Estêvão Orbeliano (século XIII) conectou o sismo a uma campanha militar do xainxá Sapor II (r. 309–379) contra a província de Siúnia (moderna Siunique, na Armênia) do Reino da Armênia. Na narrativa, escravos de Sapor estavam escalando uma colina artificial, numa tentativa de alcançar a igreja de Salate. Então ocorreu o sismo, e os persas foram jogados para longe e morreram. A narrativa relata que a igreja foi enterrada pelo sismo, junto com todos os seus tesouros, mas que foi redescoberta mais tarde após outro sismo. Moisés de Dascurã (século X/XI) faz um relato semelhante e descreveu como o exército sassânida escalou um monte para alcançar a igreja de Salate. O sismo supostamente ocorreu quando alcançaram o topo e eles fugiu com medo, junto com seu general Atascodai.